# Shur Areq
Shūr Areq  é uma cidade do Afeganistão, localizada na província de Balkh.